# Mázlista
A Mázlista egy kitalált szereplő, szuperhős és szabadságharcos a Marvel Comics képregényeiben. A szereplőt Ann Nocenti író és Art Adams rajzoló alkotta meg. Első megjelenése a Longshot első számában volt, 1985 szeptemberében.
A Mázlista először saját egy hatrészes minisorozat címszereplőjeként bukkant fel, mely a televízióműsorok paródiája volt. A sorozat egy idegen zsebdimenzióban, a Mojoverzumban játszódott, ahol a Mojo nevű lény tévécsatornáján gladiátorjátékokkal „szórakoztatta” népét. A Mázlista egyike volt a rabszolga gladiátoroknak, később pedig szabadságharcossá vált. A minisorozat és főszereplője igen népszerű lett, a Mázlista pedig nemsokára csatlakozott a X-Men csapatához.